# Điệp vụ cá đuối
Điệp vụ cá đuối (tên gốc tiếng Anh: Body of Lies) là phim điện ảnh điệp viên giật gân của Hoa Kỳ năm 2008 do Ridley Scott đạo diễn và sản xuất, William Monahan viết kịch bản, với sự tham gia diễn xuất của Leonardo DiCaprio, Russell Crowe và Mark Strong trong các vai chính. Lấy bối cảnh ở Trung Đông, phim theo sau nỗ lực của CIA và Cục Tình báo Jordan để bắt tên khủng bố "al-Saleem". Dàn diễn viên phụ gồm Oscar Isaac và Golshifteh Farahani trong vai nữ chính.
Kịch bản phim – dựa trên tiểu thuyết cùng tên năm 2007 của David Ignatius – xem xét căng thẳng giữa xã hội phương Tây và Ả Rập. Phim được quay chủ yếu tại Hoa Kỳ và Maroc sau khi chính quyền Dubai từ chối cho phép dự án ghi hình vì chủ đề chính trị của kịch bản. Các nhà phê bình ca ngợi hướng đi và phong cách hình ảnh của Scott, nhưng chỉ trích cách xử lý câu chuyện của tác phẩm. Phim được phát hành tại Hoa Kỳ vào ngày 10 tháng 10 năm 2008 và thu về 118 triệu USD toàn cầu.

## Nội dung
Thành phố Manchester rúng động vì vụ nổ bom khủng bố nhằm vào chính lực lượng cảnh sát. Tại Iraq, Roger Ferris là nhân viên của CIA đặc trách khu vực Trung Đông. Cùng một đồng sự người bản địa, anh đang truy tìm dấu vết tên thủ lĩnh của nhóm khủng bố gây ra các vụ đánh bom. Cơ hội lần ra kẻ cầm đầu rơi vào tay Ferris khi một thành viên của nhóm khủng bố tự tìm gặp và xin được cộng tác. Hắn chẳng thân thiện với người Mỹ tới mức muốn được họ bảo vệ. Chỉ vì hắn là kẻ sợ chết nhưng lại vừa được giao nhiệm vụ đánh bom liều chết.
Ferris muốn chấp nhận giao kèo: nhận thông tin từ kẻ phản bội và giúp hắn tới Mỹ. Nhưng sếp trực tiếp của anh – Ed Hoffman – lạnh lùng từ chối. Ferris trở thành kẻ nói dối và buộc phải giết người để bịt đầu mối. Từ mẩu thông tin có được từ kẻ đã chết, Ferris biết được ngôi nhà bí ẩn có thể là nơi tập trung của các thành viên khủng bố.
Nhưng cuộc đụng độ tại ngôi nhà bí ẩn đã khiến Ferris mất đồng sự trung thành. Không thể cô độc đối phó với kẻ thù, Ferris được Ed giới thiệu với Hani – người đứng đầu cơ quan tình báo Jordan, còn được coi là vua tra tấn. Hani buộc Ferris hứa một điều trước khi cộng tác: không bao giờ được nói dối. Nhưng trong lúc Ferris và Hani cùng lên kế hoạch vạch mặt kẻ đứng đầu nhóm khủng bố, Ed âm thầm thực hiện những dự định riêng. Cũng trong thời gian này, một quả bom phát nổ ngay một khu chợ đông đúc ở Hà Lan.
Hani nổi giận vì nghĩ rằng Ferris lén hành động sau lưng mình, đồng nghĩa với việc nói dối. Không thể ở lại Iraq khi không còn đồng minh, Ferris buộc phải trở về Mỹ. Trong lúc tưởng như không còn hy vọng tiếp tục công việc, mang tiếng phản bội và có một ông sếp chỉ thích làm theo ý mình, Ferris nảy ra một kế hoạch táo bạo. Đó cũng là lúc anh được bật đèn xanh để trở lại Iraq – sự cảm mến tính cách đặc biệt của Ferris làm Hani xóa bỏ mọi khúc mắc và cho phép anh tiếp tục công việc. Nhưng những lời nói dối giống như công cụ thiết yếu, trong khi việc đối phó với nhóm khủng bố càng trở nên khó khăn và nguy hiểm. Hơn thế, một bóng hồng lại xuất hiện và xen giữa cuộc chiến khốc liệt. Ngay giữa cuộc chiến luôn cận kề cái chết, Ferris lại đem lòng yêu một y tá xinh đẹp và cá tính.

## Diễn viên
- Leonardo DiCaprio vai Roger Ferris
- Russell Crowe vai Ed Hoffman
- Mark Strong vai Hani Salaam
- Golshifteh Farahani vai Aisha
- Oscar Isaac vai Bassam
- Ali Suliman vai Omar Sadiki
- Alon Abutbul vai Al-Saleem
- Vince Colosimo vai Skip
- Simon McBurney vai Garland
- Mehdi Nebbou vai Nizar
- Michael Gaston vai Holiday
- Kais Nashif vai Mustafa Karami
- Jamil Khoury vai Marwan Se-Kia
- Lubna Azabal vai Cala
- Annabelle Wallis vai Bạn gái Hani
- Michael Stuhlbarg vai Luật sư của Ferris
- Giannina Facio vai Vợ của Hoffman